# Lecogaster islandicus
Lecogaster islandicus är en tvåvingeart som beskrevs av Rudolph Herman Christiaan Carel Scheffer 1846. Lecogaster islandicus ingår i släktet Lecogaster och familjen hoppflugor.
Artens utbredningsområde är Island. Inga underarter finns listade i Catalogue of Life.